# Miguel de las Cuevas
Pour les articles homonymes, voir De Las Cuevas.
Miguel Ángel de las Cuevas Barberá, né le 19 juin 1986 à Alicante, est un footballeur espagnol. Après ses débuts à l'Hércules Alicante, il évolue désormais au Cordoue CF.

## Palmarès
- Atlético de Madrid
  - Vainqueur de la Coupe Intertoto : 2007